# José Moreno Sánchez
Pour les articles homonymes, voir José Moreno et Moreno.
José Moreno Sánchez, né le 18 novembre 1993 à Ossa de Montiel, est un coureur cycliste espagnol. C'est un spécialiste des épreuves de vitesse sur piste.

## Palmarès

### Championnats du monde
- Minsk 2013
  - 11e de la vitesse par équipes
  - 17e du kilomètre
- Saint-Quentin-en-Yvelines 2015
  - 14e de la vitesse par équipes
  - 33e de la vitesse
- Londres 2016
  - 11e du kilomètre
  - 13e de la vitesse par équipes
- Hong Kong 2017
  - 10e de la vitesse par équipes
  - 21e du kilomètre
- Apeldoorn 2018
  - 10e de la vitesse par équipes[1]
  - 18e du kilomètre[2]
- Pruszków 2019
  - 13e de la vitesse par équipes[3]
  - 14e du kilomètre

### Championnats d'Europe
- Anadia 2011
  -  Médaillé d'argent du kilomètre juniors

### Championnats nationaux
| - 2010 - Champion d'Espagne du kilomètre juniors - 2011 - 2e du championnat d'Espagne de vitesse juniors - 2e du championnat d'Espagne du kilomètre juniors - 2e du championnat d'Espagne de keirin juniors - 2012 - Champion d'Espagne de vitesse - Champion d'Espagne de vitesse par équipes - Champion d'Espagne du kilomètre - Champion d'Espagne de vitesse espoirs - Champion d'Espagne du kilomètre espoirs - Champion d'Espagne de keirin espoirs - 2e du championnat d'Espagne du keirin - 2013 - Champion d'Espagne de vitesse par équipes - Champion d'Espagne de vitesse espoirs - Champion d'Espagne du kilomètre espoirs - 2e du championnat d'Espagne du kilomètre - 2e du championnat d'Espagne de vitesse - 2014 - Champion d'Espagne de vitesse par équipes - Champion d'Espagne du kilomètre - Champion d'Espagne de vitesse espoirs - Champion d'Espagne du kilomètre espoirs - Champion d'Espagne de keirin espoirs - 2e du championnat d'Espagne du keirin - 3e du championnat d'Espagne de vitesse - 2015 - Champion d'Espagne du kilomètre - Champion d'Espagne du keirin - Champion d'Espagne de vitesse espoirs - Champion d'Espagne du kilomètre espoirs - Champion d'Espagne de keirin espoirs - 3e du championnat d'Espagne de vitesse | - 2016 - Champion d'Espagne du kilomètre - 2e du championnat d'Espagne de vitesse - 2017 - Champion d'Espagne du kilomètre - Champion d'Espagne du keirin - 2e du championnat d'Espagne de vitesse - 2018 - Champion d'Espagne du kilomètre - 2e du championnat d'Espagne de vitesse - 3e du championnat d'Espagne du keirin - 2019 - Champion d'Espagne du kilomètre - Champion d'Espagne du keirin - Champion d'Espagne de vitesse - 3e du championnat d'Espagne de vitesse par équipes - 2020 - Champion d'Espagne du keirin - 2e du championnat d'Espagne du kilomètre - 2021 - 2e du championnat d'Espagne de vitesse - 2e du championnat d'Espagne de vitesse par équipes - 2e du championnat d'Espagne du kilomètre - 2022 - Champion d'Espagne du keirin - 2e du championnat d'Espagne de vitesse - 2e du championnat d'Espagne du kilomètre - 2023 - Champion d'Espagne de vitesse - 2e du championnat d'Espagne du kilomètre - 3e du championnat d'Espagne de vitesse par équipes - 2024 - Champion d'Espagne du keirin - Champion d'Espagne de vitesse |